# Minas (Aksum)
Minas (Menas), gelegentlich mit dem Beinamen Salāmā II. versehen, war Bischof von Aksum. Unter seinem Namen sind Festpredigten überliefert. Die Datierung seines Wirkens schwankt zwischen dem 6. und 10. Jahrhundert.